# 베르나우어 슈트라세역
베르나우어 슈트라세역(U-Bahnhof Bernauer Straße)은 베를린 미테구 게준트브루넨과 미테의 경계선에 인접해 있는 U8의 역이다. 역사 남쪽의 브루넨슈트라세(Brunnenstraße)와 라인스베르거 슈트라세(Rheinsberger Straße)의 교차점으로 향하는 엘리베이터가 설치되어 있다.
브루넨슈트라세와 베르나우어 슈트라세의 교차점 인근에 역이 설치되어 있다. 섬식 승강장의 길이는 130 m이며, 지하 약 5 m에 설치되어 있다. 중간 대합실층 없이 지상으로 바로 출구가 이어진다. 베를린 장벽이 있었던 시기에는 유령역이었다.

## 역사
1907년 AEG에서 베를린 내각에 제출한 도시 철도 계획에서는 브루넨슈트라세를 통과하는 구간이 있었다. 협상 끝에 1912년 건설 허가를 받아냈고 같은 해에 착공했다. 슈프레강을 건너는 터널 등을 건설하기 위해서 자회사 AEG-Schnellbahn-A.G.가 설립되었고, 볼타슈트라세-브루넨슈트라세 구간은 이 회사가 초기에 착공한 구간이다. 1914년 역 구조물이 완공된 후 페터 베렌스(Peter Behrens)가 역사를 설계했다. 볼타슈트라세역과 비슷하게 단순한 디자인의 역을 거의 동일하게 설계했다. 역 중앙부 기둥 중 일부는 검은색 대리석으로 설치될 예정이었고, 역사 외벽은 세라믹 타일을 사용할 예정이었다. 제1차 세계 대전으로 공사가 중단되었다.
이후 알프레드 그레난데르가 설계를 이어받아서 1920년대 말부터 재공사가 시작되었고, 1930년 4월 18일에 역사가 개통되었다.

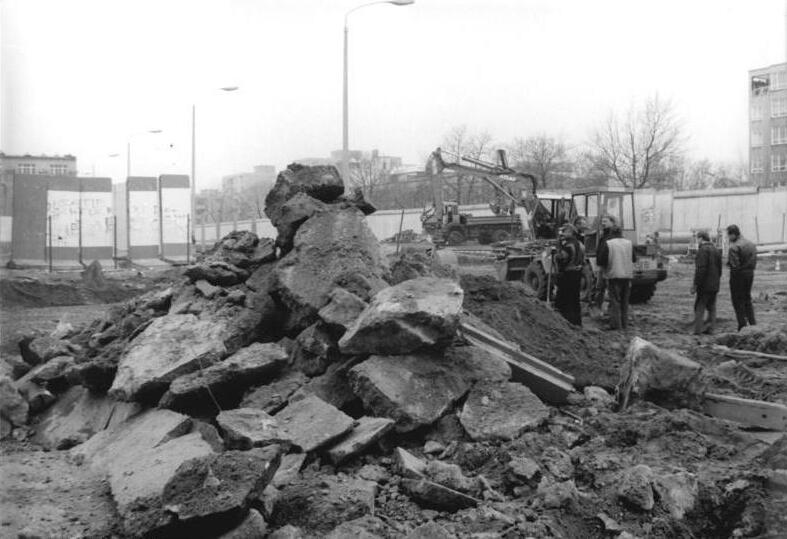
국경 개방 이후 개방된 지하철역

제2차 세계 대전 이후 서방 연합군과 소련군의 베를린 점령 경계가 이 역 남쪽을 지나갔다. 1961년 8월 13일 베를린 장벽이 건설되면서 이 역도 서베를린 열차가 통과하는 유령역이 되었다. 1990년 4월 12일 서베를린 방면 북부 출입구가 재개통되었고, 야노비츠브뤼케역이나 로젠탈러 플라츠역과는 다르게 별도의 국경 통과 시설이 설치되지 않았다. 동베를린 시민의 자유로운 국경 통과는 1990년 7월 1일에 가능하게 되었다. 이후 오랜 기간 동안 폐쇄되었던 역의 개보수 공사가 진행되었다.

## 인접 철도역
베를린 노면전차 M10, 베를린 버스 247번과 환승할 수 있다.
| 베를린 지하철 8호선                 | 베를린 지하철 8호선 | 베를린 지하철 8호선        |
| ----------------------------------- | ------------------- | -------------------------- |
| 로젠탈러 플라츠 헤르만슈트라세 방면 | U8                  | 볼타슈트라세 비테나우 방면 |

## 참고 문헌
- 《U8. Geschichte(n) aus dem Untergrund》. Berlin: Verlag GVE. 1994. ISBN 3-89218-026-1.